# والتر برلی گریفین
والتر برلی گریفین (به انگلیسی: Walter Burley Griffin) متولد ۱۸۷۶ در شیکاگو، ایلینوی معمار آمریکایی در اواخر قرن نوزدهم و قرن بیستم بود.
او همسر ماریون ماهونی گریفین بوده و مدتی با فرانک لوید رایت کار کرد.
او که دانش‌آموخته دانشگاه ایلینوی بود، ساختمان پایتخت فدرال استرالیا در کانبرا را طراحی نمود.
او در ۱۹۳۷ درگذشت.

## نگارخانه

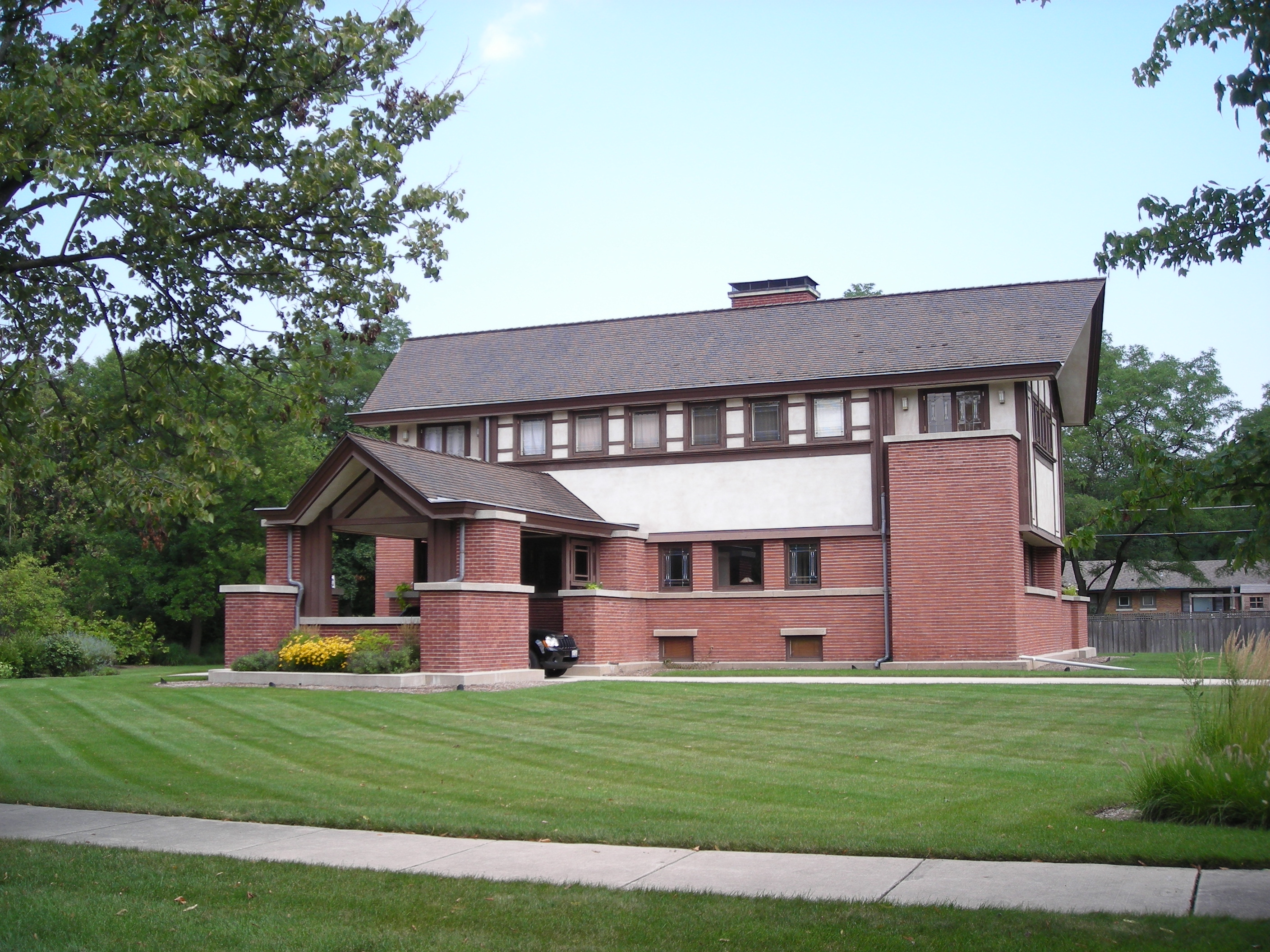
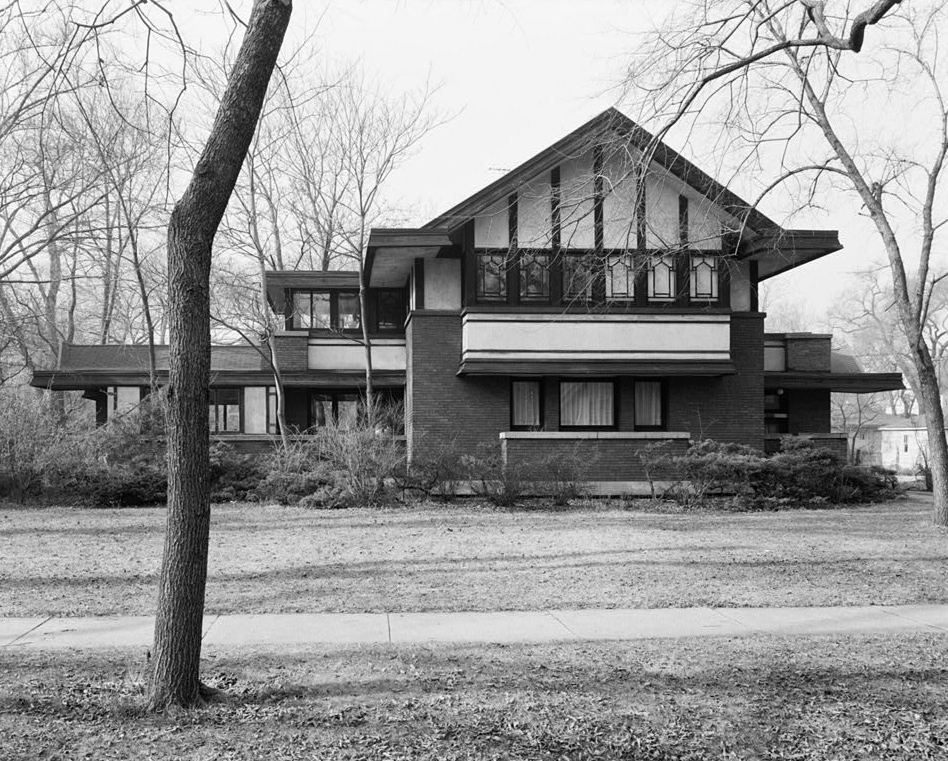
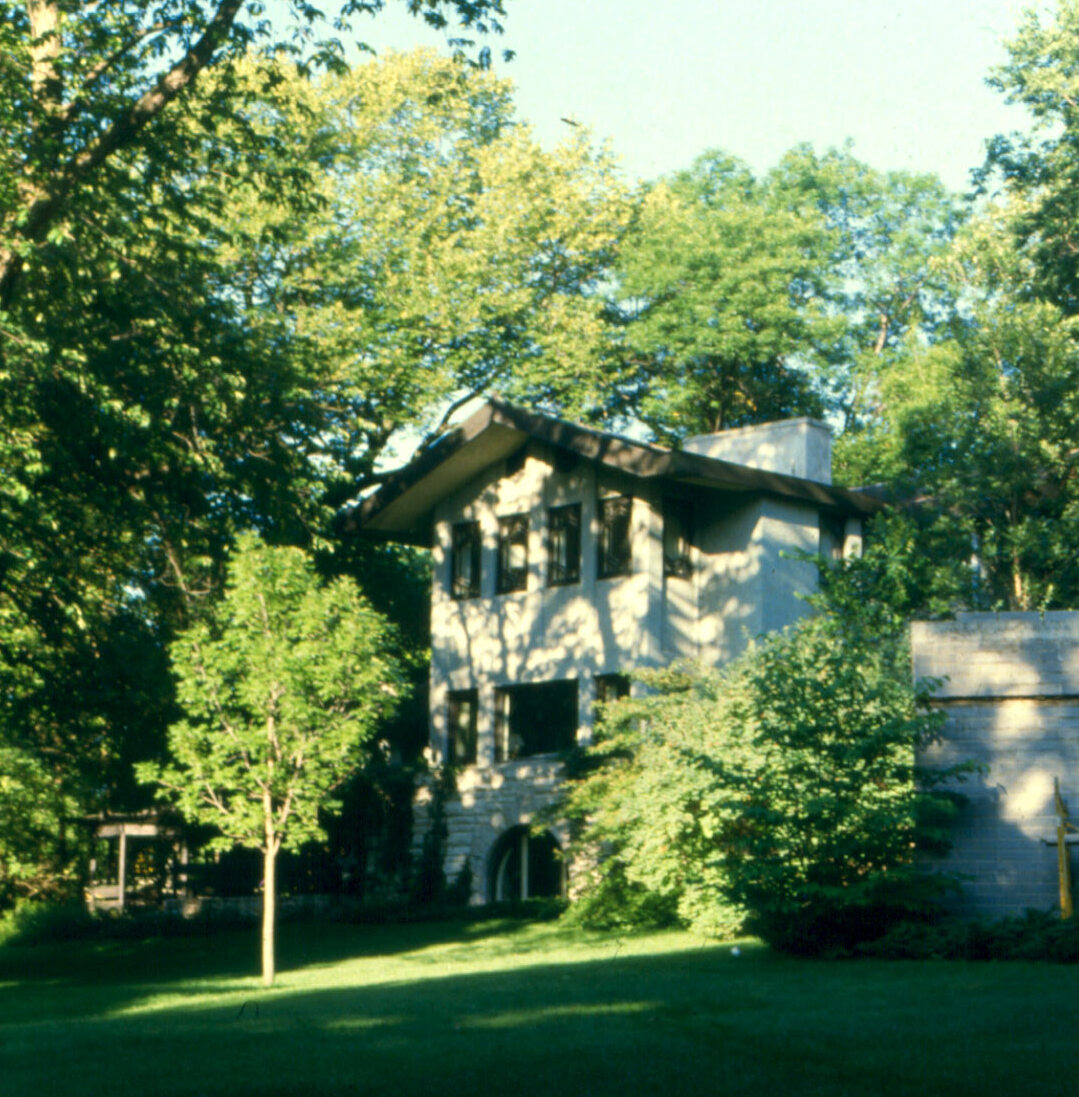
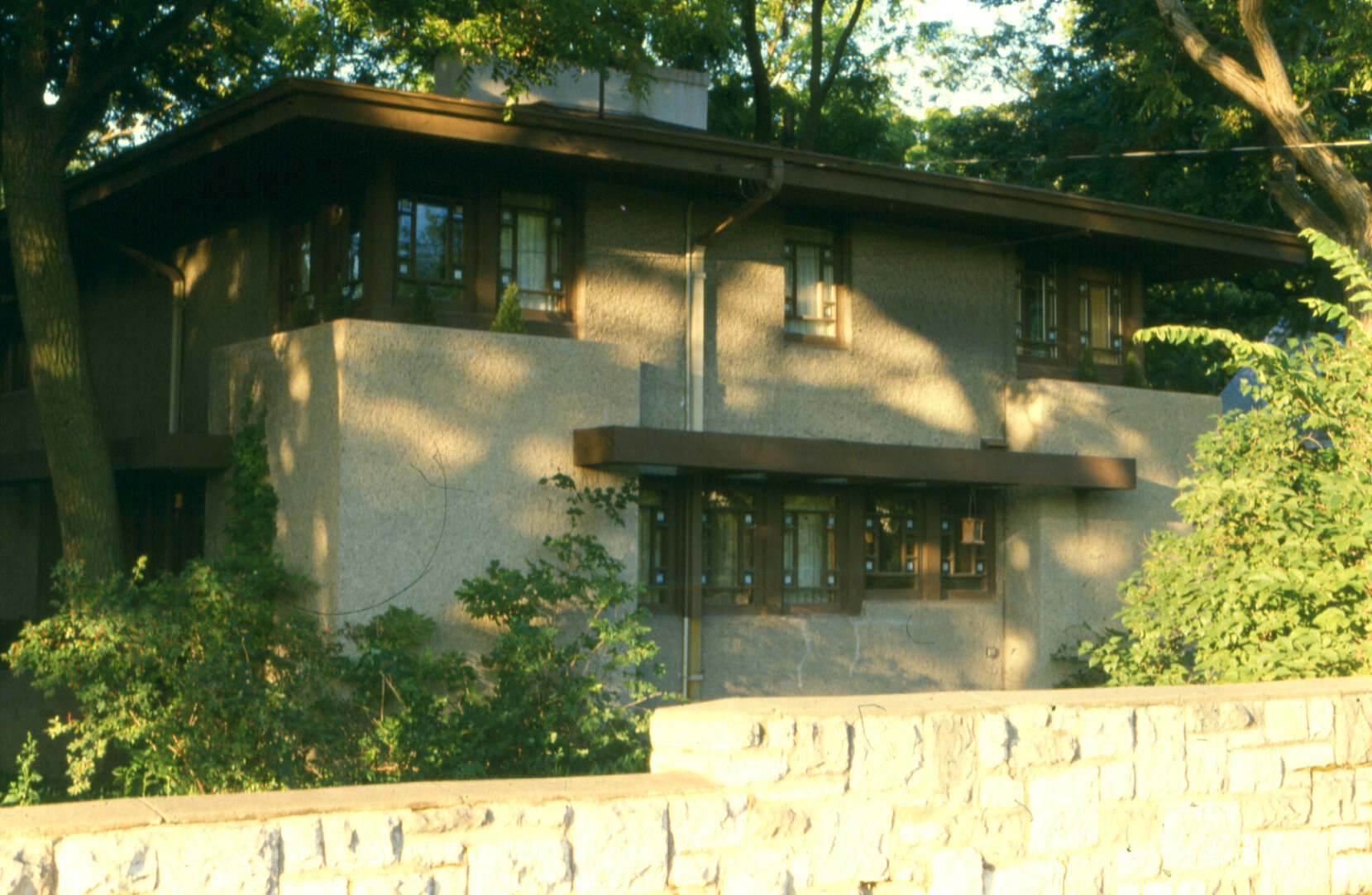
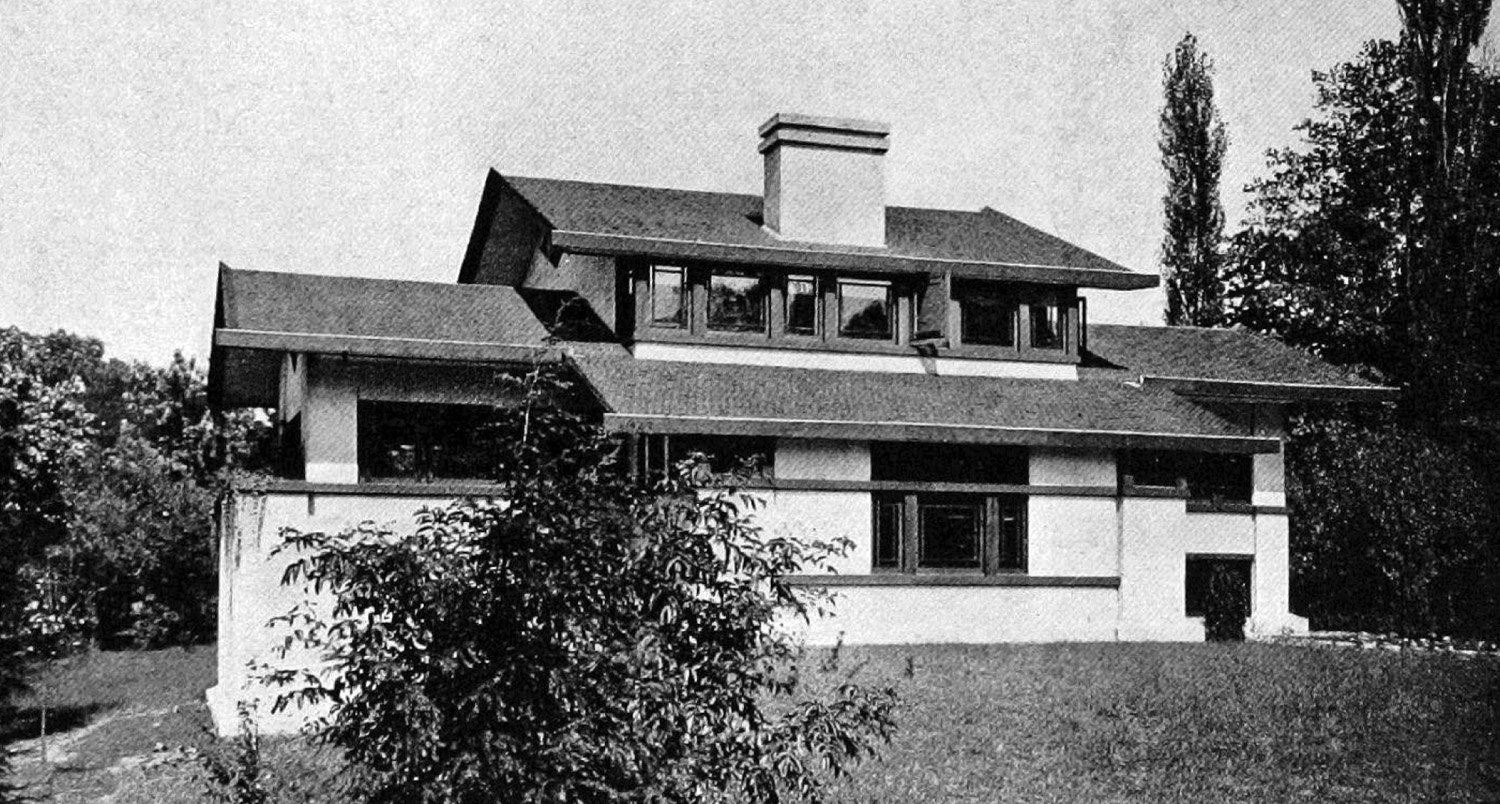
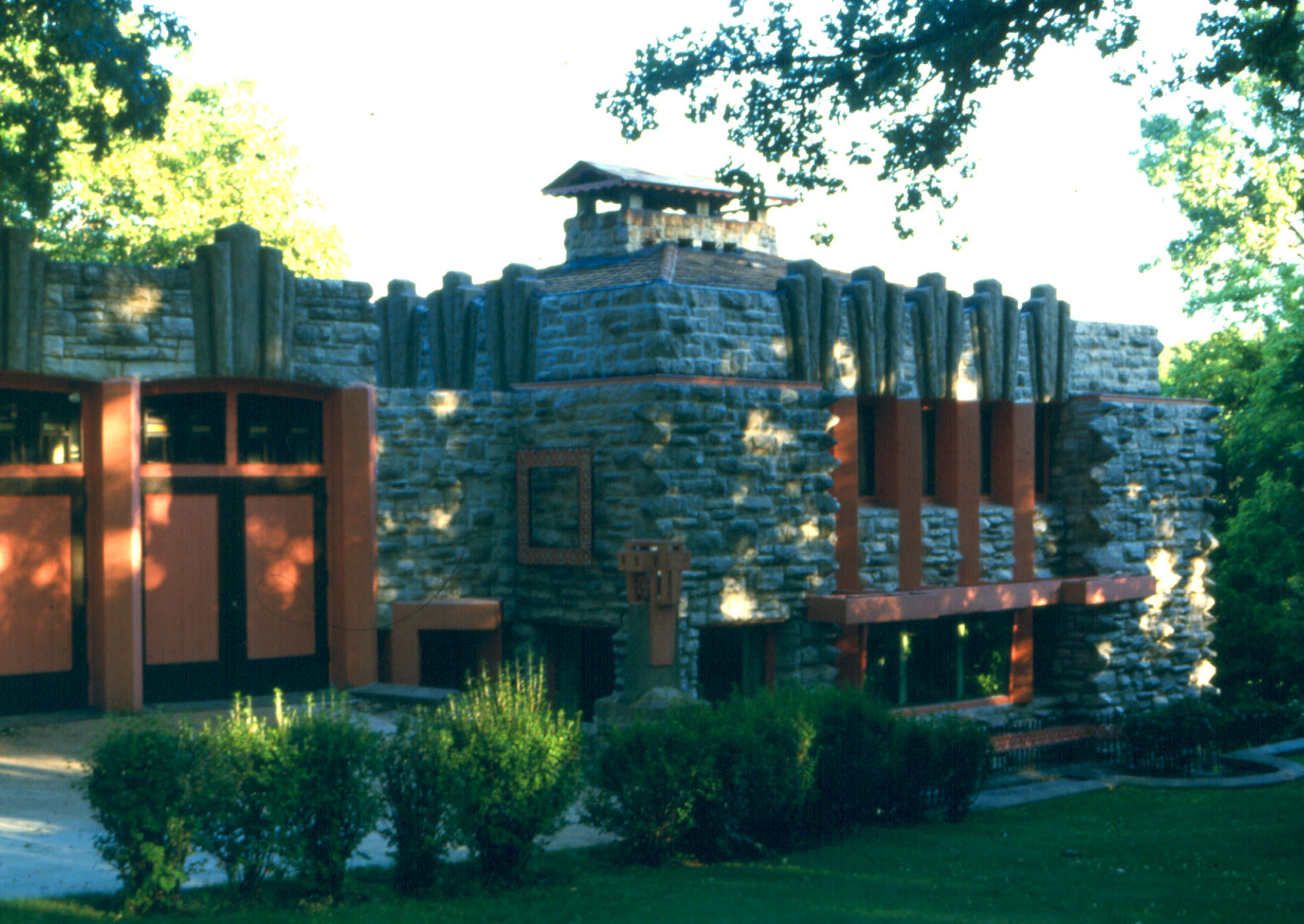
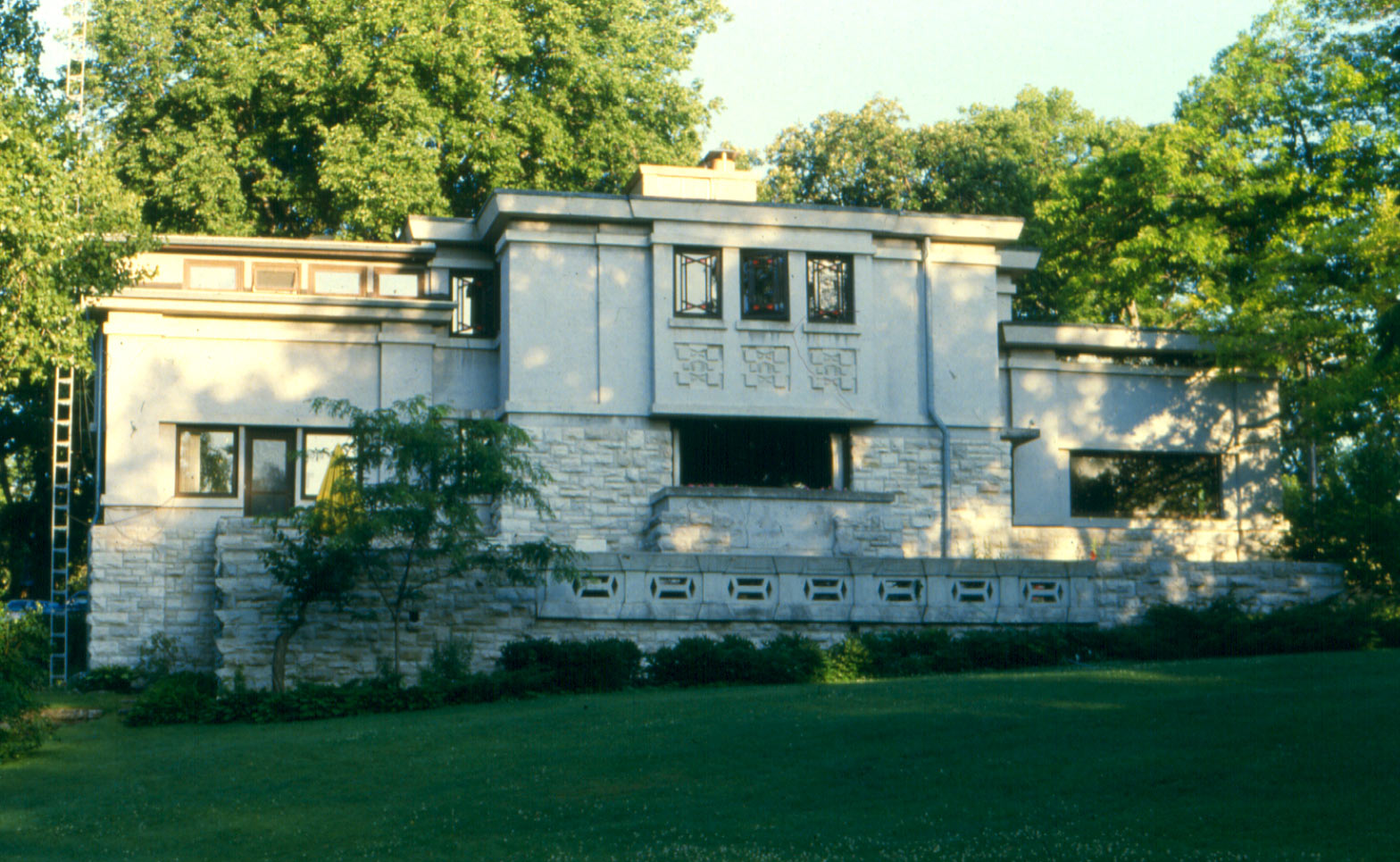